# Logi
Nella mitologia norrena, Logi (norreno "fuoco") o Hálogi ("alta fiamma") è un gigante (Jǫtunn). Pur non appartenendo alla schiera degli Æsir né ai Vanir, è la divinità che rappresenta il fuoco, come suo fratello Ægir è personificazione del mare e Kári la personificazione del vento. Insieme, rappresentano le tre forze primigenie che plasmarono la Terra. Figlio del gigante Fornjótr, sua moglie era la gigantessa Glöð, che gli diede due graziose figlie, Eisa ("brace", "ceneri") e Eimyrja ("brace splendente").
Logi è spesso confuso con Loki per via di certi attributi condivisi con quest'ultimo, specie in riferimento alla probabile origine del nome (Richard Wagner nel suo dramma mitologico L'anello del Nibelungo unì le due divinità in una sola, chiamata in tedesco Loge).

## Fonti primarie

### Gylfaginning
Logi appare nel Gylfaginning (parte dell'Edda in prosa) di Snorri Sturluson nel racconto del viaggio di Thor e Loki per il Jǫtunheimr. Giunti al castello del gigante Útgarða-Loki, Loki si trova a sfidare Logi nel chi era più veloce a mangiare. Fu posta una distesa di carne su un lungo tavolo e i due contendenti iniziarono ognuno da un lato per vedere chi prima arrivava nel mezzo. Entrambi impiegarono ugual tempo per raggiungere il mezzo del tavolo, ma Loki divorò della carne fino all'osso, mentre Logi consumò anche le ossa e persino il tavolo dove il cibo era stato posto. Successivamente Útgarða-Loki spiegò che Logi era il fuoco divoratore in persona.

### Flateyjarbók
Nel Flateyjarbók c'è la descrizione della famiglia di Logi:
(Flateyjarbók)

## Luna di Saturno
A questa figura mitologica è stato intitolato un satellite naturale di Saturno, Loge.